# Vitănești (okręg Aluta)
Vitănești – wieś w Rumunii, w okręgu Aluta, w gminie Sârbii-Măgura. W 2011 roku liczyła 2053 mieszkańców.